# Aplousina capriensis
Aplousina capriensis är en mossdjursart som först beskrevs av Campbell Easter Waters 1898.  Aplousina capriensis ingår i släktet Aplousina och familjen Calloporidae. Inga underarter finns listade i Catalogue of Life.